# Эрикссон, Хелена
Хелена Эрикссон (швед. Helena Eriksson, 1962, Нючёпинг) — шведская поэтесса, переводчица
.

## Биография
Изучала философию и историю искусства в Гётеборгском университете. Работала в известном гётеборгском журнале «Слово и образ». Входит в редколлегию журнала поэзии «OEI».

## Творчество
Автор минималистской лирики. Переводит с французского языка. Один из составителей и переводчиков антологии «Я пишу в твоих словах. Двенадцать и еще один французский поэт» (2000), оказавшей большое влияние на современную шведскую лирику. Также переводила прозу Уники Цюрн.

## Книги
- Spott ur en änglamun (1993)
- Mark (1996)
- En byggnad åt mig/ Дом для меня (1990)
- tholos (1998)
- Skäran/ Серп (2001)
- Strata/ Страты (2004)
- De, bara/ Только они (2008)
- Logiska undersökningar/ Логические исследования (2009)
- Mellan eller En annan närhet (2011)
- Täthetsteoremet (2012)

## Публикации на русском языке
- Стихи

## Признание
Премия Шведского радио (2008). Премия Герарда Бонниера, газеты Афтонбладет (обе — 2009), премия Доблоуга (Шведская академия, 2012) и др.